# マーティン・シーンの da ゴーストになったパパ
『マーティン・シーンの da ゴーストになったパパ』（原題：Da）は1988年のアメリカ合衆国のファンタジー・ドラマ映画。監督はマット・クラーク、製作はジュリー・コーマン、出演はマーティン・シーン、バーナード・ヒューズ（原作の舞台劇にも出演）、ウィリアム・ヒッキーほか。脚本はアイルランドの劇作家でジャーナリストのヒュー・レナードが担当。1978年の戯曲『Da』から脚色し、彼の自伝的著書『Home Before Night』の内容を追加している。
日本では劇場未公開で、松竹ホームビデオからVHSが発売された。

## あらすじ
ニューヨークの劇作家チャーリーは、父"ダー"の葬儀を見守るため、アイルランドに行くことになる。その間に彼は幼い頃に住んでいた家を訪れ、亡き父の霊に会いに行く。そして、チャーリーは思い出の地を巡り、様々な思い出を回想していく。

## キャスト
※括弧内は日本語吹替（JAL機内上映版）
- ニック（ダー）：バーナード・ヒューズ（永井一郎）
- チャーリー：マーティン・シーン（麦人）
- ドラム：ウィリアム・ヒッキー（北村弘一）
- 若いチャーリー：カール・ハイデン（田中亮一）
- マギー：ドリーン・ヘップバーン（麻生美代子）
- 子供の頃のチャーリー：ヒュー・オコナー（英語版）（滝沢ロコ）
- ポリー：イングリッド・クレイギー（英語版）（山田礼子）
- プリン夫人：ジョーン・オハラ（英語版）（竹口安芸子）
- メアリー：ジル・ドイル（さとうあい）
- 若いオリバー：ピーター・ハンリー（英語版）（塩沢兼人）
- 中年のオリバー：モーリス・オドナヒュー（英語版）（幹本雄之）
- マクドナルド：フランク・マクドナルド（中田和宏）
- 看護婦：マリー・コンミー（片岡富枝）
- ドライバー：ローナン・ウィルモット（神山卓三）
- バーテン：マーティン・デンプシー（田口昴）
- サラ：キャシー・グリーンブラット（矢野陽子）

## 評価
ロジャー・イーバートは、「『Da』は多くの点で予測可能な映画だ。我々は最初から、この映画がどう進んでいくのかをおおよそ知っており、その通りになる」と述べている。